# Шафранський Сергій Мар'янович
Сергі́й Мар'я́нович Шафранський (10 серпня 1984, Львів, СРСР) — український футболіст і футзаліст.

## Біографія
Сергій Шафранський народився 10 серпня 1984 р. у м. Львові. З 1995 по 2001 рр. займався футболом і закінчив школу СДЮШОР «Сокіл». У 2001-2006 рр. навчався в НУ «Львівська політехніка». У 2001 році розпочав виступи у футзалі, де грав на першість м. Львова за команду «Інвар-Старт» і здобув золоті медалі. В сезоні 2002/2003 з командою «Інвар-Старт» здобув золоті медалі у другій лізі чемпіонату України західної зони, але в стикових матчах за вихід у Першу лігу «Інвар-Старт» поступився команді «Амос» (Чорноморськ). 2003 року перейшов в команду «Тайм» (Львів). Разом з командою пройшов горнило 1-ї ліги і в сезоні 2004/2005 дебютував у вищій лізі чемпіонату України. 
2004 року виступав у складі молодіжної збірної України з футзалу.
2006 року здобув срібні медалі чемпіонату Львівської області з футболу, а також здобув Кубок України (ААФУ).
В сезоні 2006/2007 виступав за команду «Каменяр» (Дрогобич), але по закінченню першого кола, припинив виступи через брак фінансування у команді. В сезоні 2007/2008 виступав за команду «Кардинал» (Львів), яка дебютувала у змаганнях вищої ліги з міні-футболу. У 2008 році поєднував виступи за команду «Кардинал» і команду «Рава» (Рава-Руська) з якою став чемпіоном Львівської області з футболу. Восени 2008 року провів 5 матчів у першій лізі з міні-футболу за команду «Фортеця» (Кам'янець-Подільський). В січні 2009 року переїхав в Польщу, де виступав в третій лізі по футболу за команду «Спартакус» (Шароволя). По закінченні сезону перейшов у команду першої ліги «Динамо» (Львів), у складі якої став чемпіоном України 2009/2010 серед команд першої ліги з футзалу, але через слабке фінансування команда припинила своє існування. В сезоні 2010/2011 виступав в Польщі за команди «Скалка» (Забниця) у третій лізі, а також за команду «Томасовіа» (Томашув). З 2010 р. виступав за команду «Княжий ринок» (Львів) у чемпіонаті Львівської області з міні-футболу (чемпіон області 2010 р.), зараз команда виступає в Аматорській лізі Львова. З 2012 р. виступає за «Львівгаз» у чемпіонаті Львівської області з міні-футболу,а також за команду ФК «Лапаївка» у чемпіонаті Львівської області з футболу.

## Титули та досягнення
- Переможець чемпіонату України у Першій лізі з футзалу: 2010
- Переможець чемпіонату України у Другій лізі з футзалу: 2003
- Бронзовий призер чемпіонату України у Другій лізі з футзалу: 2018/19
- Чемпіон Львівської області з футзалу: 2010
- Чемпіон Львівської області з футболу: 2008
- Срібний призер чемпіонату Львівської області з футболу: 2006
- Володар Кубку України з футболу серед аматорів: 2008